# Psihijatrijska bolnica za djecu i mladež, Zagreb
Psihijatrijska bolnica za djecu i mladež zdravstvena je ustanova za liječenje psihički oboljele djece i mladeži do 18 godina koja je u vlasništvu grada Zagreba. Jedina je takva ustanova u Republici Hrvatskoj.
Bolnica se nalazi blizini centra grada, u neposrednoj blizini Britanskog trga. Zgrada bolnice je stara više od devedeset godina.

## O bolnici
Od sirotišta za djecu, nastalog prije devedeset godina, bolnica je vremenom rasla u modernu psihijatrijsku ustanovu za liječenje djece i mladeži.
Bolnica je tokom proteklih godina adaptirana i dograđivana kako bi mogla udovoljiti sve većim potrebama liječenja bolesnika.
Dograđena je jedna etaža na bolničkom odjelu što je omogućilo razdvajanje djece školske dobi od adolescenata. Istodobno je izgrađen i novi prostor za liječnike za provedbu individualnog i grupnog terapijskog rada.
Cijeli bolnički odjel, smješten na dvije etaže, 2004. je godine u potpunosti adaptiran; ugrađena su neprobojna stakla, sigurnosni sustav, potpuna klimatizacija, te adaptirani svi sanitarni čvorovi. Nabavljen je novi uredski i bolnički namještaj te je uređen namjenski prostor za provođenje radne terapije i socioterapije. Specijalističko-konzilijarni odjel i prijamna ambulanta također su adaptirani, kompletno klimatizirani i opremljeni novim namještajem.
Bolnica je u potpunosti informatizirana, gdje se putem kompjutorske mreže rade timske obrade bolesnika kao i poslovi stručnih službi bolnice. Uz to je nabavljen novi, suvremeni EEG aparat.
U liječenju djece se primjenjuju tehnike individualne, grupne i bihevioralne psihoterapije, psihofarmakoterapije, socioterapije itd., koje su prilagođene dobi djece, a u radu s roditeljima primjenjuje se bračna i obiteljska psihoterapija.
U bolnici se provodi kontinuirana edukacija kadrova, i to stalni nadzor nad terapijama koje provode liječnici, a u svrhu kvalitetnijeg i učinkovitijeg liječenja bolesnika. Istovremeno s djelatnicima bolničkog odjela provode se Balintove grupe koje omogućuju bolji timski rad i razumijevanje bolesnika.

## Odjeli
Bolnica ima ukupno 65 zaposlenika. Bolnica obavlja poslove iz svoje djelatnosti u okviru sljedećih odjela:

### Bolnički odjel
Bolnički odjel je važan sastavni dio Psihijatrijske bolnice za djecu i mladež.
Kapacitet odjela je 37 postelja, s time da je odjel podijeljen na dva pododjela, koji su smješteni na dvije etaže.
Omladinski poodjel ima kapacitet od 21 postelju, a na njemu se liječe adolescenti u dobi od 15 – 18 godina. Unutar omladinskog odjela su i dvije sobe za skrb akutnih bolesnika s direktnim nadzorom i nadzorom putem videokamerama.
Dječji pododjel je kapaciteta 16 kreveta, a predviđen je za dobnu grupu od 6 – 14 godina, a u sklopu kojeg je također jedna soba za skrb djece s akutnim psihičkim dekopmpenzacija.
Prijemi na odjel se obavljaju po prethodnom dogovoru, no odjel je otvoren za prijem hitnih pacijenata (akutna psihotična stanja, suicidalnost i sl.) kroz 24 sata.
Indikaciju za hospitalizaciju predstavljaju osim akutnih stanja (psihoze, depresije, suicidalnost, krizna stanja, agresivnost koja ugrožava pacijenta i okolinu) i svi ostali emocionalni i psihički problemi djece i mladeži (ADHD, anksiozni poremećaji, OKP, poremećaji hranjenja, poremećaji ponašanja), a kod kojih, zbog bilo kojeg razloga, nije moguće provoditi ambulantno ili liječenje u dnevnoj bolnici, ili su se pak isti postupci pokazali nedostatnima.
Na odjelu se njeguje holistički pristup pacijentu, te se dijagnostika vrši uzimajući u obzir organske, psihološke i socijalne aspekte u genezi poremećaja.
Za svakog pacijenta se određuje poseban terapijski plan, i primjenjuje naprikladniji postupak ili postupci. Terapijski postupci se određuju prema vrsti poremećaja, a uključuju psihodinamski orijentiranu psihoterapiju (individualnu i grupnu), bihevior-terapiju, socioterapiju, "milje-terapiju", radno-okupacionu terapiju, defektološku terapiju i psihofarmakoterapiju.
Struktura tima bolničkog odjela: psihijatar, subspecijalist dječje i adolescentne psihijatrije, psiholog, defektolog-logoped, socijalni radnik, radni terapeut, viši medicinski tehničar, medicinske sestare i tehničari i administrator.
Rad na odjelu je trosmjenski, s time da se terapijski postupci provode tokom čitavog dana (u jutarnjoj i popodnevnoj smjeni). 

### Dnevna bolnica – Odjel za psihijatriju i psihoterapiju djece i mladeži
Dnevna bolnica radi na ekonomičnim osnovama, dijete i dalje živi unutar svoje obitelji a tokom dana boravi u Dnevnoj bolnici.
Terapijski tim čini: psihijatar, subspecijalist dječje adolescentne psihijatrije; psiholog; defektolog; socijalna radnica; srednje medicinske sestre ili tehnicari; viša medicinska sestra; radni terapeut. Članovi terapijskog tima djeluju unutar prostora od 200 m2 koji je je suvremeno opremljen s TV, videom, računalom, ali i stolnim nogometom, stolnim tenisom te aparatima za relaksaciju tijela i duha. Kapacitet: 40 djece i mladeži u dvije smjene. Dob: od 5 godina do 18 godina.
Terapijski tretmani koji se provode u okviru Dnevne bolnice:
- individualna psihoterapija, s djecom do 10 godine terapija igrom, terapija crtanjem, psihodrama, s djecom preko 10 godina individualni psihodinamski razgovori koji se približuju psihoterapiji odraslih uz respektiranje razvojnih aspekata djece i mladeži.
- grupna psihoterapija, "male grupe" do 10 godina, "velike grupe" od 10 do 18 godina
- bračna i obiteljska psihoterapija, nuklearna obitelj na okupu, grupe roditelja jedan put heftično.
- psihodrama
- autogeni trening
- okupaciona i radna terapija

Odjel liječi poremećaje socijalnog ponašanja, školski neuspjeh, školsku fobiju ,hiperaktivnu djecu, bolesti ovisnosti, eksperimentiranje s "mekim drogama", ali ne liječi heroinski ovisnu mladež, depresivni poremećaj, prepsihozu, tikove, opsesivno kompulzivni poremećaj, konverzivnu neurozu, disocijativni poremećaj, noćne strahove, separacijski strah, elektivni mutizam, grizenje noktiju, neorgansku enurezu i enkoprezu itd.

### Specijalističko-konzilijarni odjel s prijamnom ambulantom
Specijalističko-konzilijarni odjel je samostalni odjel u okvirima bolnice, nastao praktično od prvih dana osnivanja bolnice.
Već odavno je poznato da se liječenje djece i mladeži ne može provoditi samo na klasičan način putem stacionarnog liječenja, nego se treba kada god je to moguće primjenjivati ambulantni tretmani, jer oni omogućuju da se dijete ne izdvaja iz svojeg okruženja nego ostaje unutar obitelj i šireg društva a na tretmane dolazi samo u zakazane termine a to je najčešće jedanput heftično.
Specijalističko-konzilijarna služba, ili tzv. ambulante, danas u Bolnici djeluju na prostoru od oko 250 m2. Osnovu rada čini timski pristup koji se u dijagnostici njeguje praktično od prvih dana osnivanja Bolnice. Na navedenom prostoru Bolnice djeluje ukupno devet samostalnih ambulanta (četiri psihijatrijske, dvije psihološke, i dvije defektološke. U njima se obavljaju pregledi i ambulantni tretmani kod kojih nije indicirano bolničko liječenje, odnosno trijaža u odgovarajuće odjele (Bolnički ili odjel Dnevne bolnice).
Djelatnost Specijalističko-konzilijarne službe tokom godina znatno se proširila i diferencirala. Uz dijagnostički i terapijski rad s djecom i adolescentima koji manifestiraju razne psihičke smetnje, provodi se i edukacija nastavnoga osoblja u školama i vrtićima, a u okviru preventivnih programa i stručnih predavanja.
Odjel liječi poremećaje socijalnog ponašanja, školski neuspjeh, školsku fobiju, hiperaktivnu djecu, bolesti ovisnosti, depresivni poremećaj, prepsihozu, tikove, opsesivno kompulzivni poremećaj, konverzivnu neurozu, disocijativni poremećaj, noćne strahove, separacijski strah, elektivni mutizam, grizenje noktiju, neorgansku enurezu i enkoprezu itd.
Struktura tima: psihijatar, subspecijalist dječje i adolescentnen psihijatrije, psiholog, defektolog-logoped, neurolog i EEG dijagnostika.
U specijalističko konzilijarnom odjelu pacijenti se naručuju za timsku obradu unutar tekućeg mjeseca.

### Elektrofiziološki odjel s neurološkom ambulantom
Neurofiziološka služba s kompjutoriziranim EEG aparatom nalazi se u okvirima prostora Bolnice kao samostalna dijagnostičko-terapijska djelatnost.
Dijagnostičko-terapijski tim čine neurolog za djecu i odrasle te EEG tehničar. Ambulanta je suvremeno opremljena kompjutoriziranom tehnikom za snimanje glave.
Usluge koje se nude: neurološki pregled i obrada djece, neurološki pregled i obrada odraslih.
Snimanje glave s novim, kompjuteriziranim, 40. kanalnim EEG-om s mogućnošću poligrafskog snimanja, s nadograđenim najsuvremenijim softverom 2007. godine

## Osoblje
Unutar bolnice djeluje interdisciplinarni tim s 15 psihijatara od kojih pet ima subspecijalizaciju iz dječje i adolescentne psihijatrije, dio je u postupku edukacije, a nekoliko je psihijatara ostvarilo akademski stupanj, magistar ili doktor akademskih znanosti.
Unutar stručnih timova djeluju psiholozi, defektolozi, neurolog, socijalni radnici, više medicinske sestre, radni terapeut i srednje medicinske sestre i tehničari.

## Stručna literatura
U knjižnom fondu stručne knjižnice nalazi se 768 knjiga, 3 magistarska rada i iz tematskih područja dječje i adolescentne biološke, psihodinamske i sociodinamske psihijatrije te 2 dizertacije.
Knjižnica je pretplaćena na 5 domaćih znanstvenih časopisa i 5 inozemnih iz prethodno navedenih znanstvenih područja i graničnih disciplina.
Ove su godine stručnjacima bolnice na raspolaganju sljedeći domaći i strani časopisi na koje je bolnica pretplaćena: Socijalna psihijatrija, Liječnički vjesnik, Autizam, Medix, Jama, Journal of the American Academy of Child & Adolescent Psychiatry, Journal of Child and Adolescent Psychopharmacology, Zeitschrift fϋr Kinder-und Jugendpsychiatrie und Psychotherapie, European Child & Adolescent Psychiatry, Psychiatria danubina.